# Strother Martin
Strother Martin (Kokomo, Indiana, EE. UU., 26 de marzo de 1919 - Thousand Oaks, California, EE. UU., 1 de agosto de 1980) fue un actor estadounidense.

## Biografía
En su años de juventud, Martin logró el título de campeón nacional en categoría júnior en clavados y durante la Segunda Guerra Mundial realizó su servicio militar como instructor de natación en la Armada. Continuó dicha actividad en Hollywood a finales de los años 1940, y además estuvo cerca de formar parte del equipo olímpico estadounidense de clavados que participaría en los Juegos Olímpicos de Londres 1948.
En Hollywood recibió algún que otro papel como extra en películas, en las que representaba a deportistas debido a su complexión delgada. En 1950 obtuvo su primer rol de importancia en La jungla de asfalto (1950).
Con el paso de los años destacó como villano en películas western, en las que sacaba provecho de su voz chillona y siniestra. Su filmografía incluye The Black Whip (1956), Black Patch (1957), Horse Soldiers (1959), The Man Who Shot Liberty Valance (1962), McLintock! (1963); y muchas participaciones en series de televisión como Broken Arrow, Texan, Rawhide, Legend of Jesse James, The Big Valley o Dakotas.
Fue en el filme La leyenda del indomable de 1967 en el que descolló como actor de renombre cuando interpretó al alcaide de una prisión. En esa producción dijo una de las frases más famosas en la historia del cine: «What we've got here is (a) failure to communicate» ("Lo que tenemos aquí es un fallo de comunicación"). Para 1969 apareció en tres westerns memorables: True Grit, The Wild Bunch, y Butch Cassidy and the Sundance Kid; y en 1974 recibió una nominación para el Globo de Oro como mejor actor de reparto en la serie de televisión Hawkins. También apareció en la serie El fugitivo con David Janssen en 1964, en el capítulo Devil's Carnival en el papel de Shikky Saulter.
Con una estatura mediana, definía su manera de caminar como «una pésima imitación de Bob Hope»; y opinaba que su voz era «similar a la de Shirley Temple, pero con resfriado». Martin ha sido reconocido por su ingenio para interpretar a personajes fracasados, quejumbrosos, pícaros o perturbados, pero que tenían la extraña cualidad de cautivar al público. Gustaba de coleccionar antigüedades y escuchar música clásica. Su última actuación fue en la serie de televisión Hotwire en 1980, año en el que falleció de un infarto al corazón.

## Globos de Oro
| Año  | Categoría                   | Película | Resultado |
| ---- | --------------------------- | -------- | --------- |
| 1974 | Mejor actor de reparto (TV) | Hawkins  | Candidato |